# Kerry Stokes
Kerry Matthew Stokes, (né John Patrick Alford le 13 septembre 1940) est un homme d'affaires australien. Il investit dans diverses industries, notamment les médias, l'immobilier, les mines et le matériel de construction. Il est également le président de Seven Network. Il est décoré de l'ordre d'Australie en reconnaissance à ses contributions aux affaires australiennes.